# Bassa (Kogi)
Bassa é uma Área de governo local no estado de Kogi, na Nigéria. Sua fronteira norte é o rio Benue e sua fronteira ocidental é o rio Níger. Sua sede fica na cidade de Oguma.
Possui uma área de 1.925 km² e uma população de 139.993 no censo de 2006.
O código postal da área é 272.